# Lotto Sport Italia
Лото спорт Италија (итал. Lotto Sport Italia) је италијански произвођач спортске опреме. Компанија је почела да ради од јуна 1973. године, и убрзо је постала једна од најзначајних произвођача опреме у Италији. Оснивачи ове компаније су чланови породице Каберлото (итал. Caberlotto), иначе власници ФК Тревиза. У почетку су производили патике за тенис, а затим су почели да праве опрему за кошарку, одбојку, атлетику и фудбал. Њихови производи су заступњени у више од 60 земаља.

## Играчи и тимови који носе Лото опрему

### Фудбалери
- Хулио Круз (ФК Интер Милан)
- Саша Папац (ФК Ренџерс)
- Марек Јанкуловски (АЦ Милан)
- Кафу (АЦ Милан)
- Дони (ФК Рома)
- Мартин Петров (Манчестер Сити)
- Антони Ревеље (Олимпик Лион)
- Жером Ротен (ФК Пари Сен Жермен)
- Пјер-Алан Фрау (ФК Лил)
- Асамоа Ђан (ФК Удинезе)
- Ефстатиос Тавларидис (ФК Сент Етјен)
- Ђузепе Роси (ФК Виљареал)
- Лука Тони (Бајерн Минхен)
- Симоне Перота (ФК Рома)
- Стефано Фиоре (ФК Мантова)
- Горан Пандев (С. С. Лацио)
- Ђоан Капдевила (ФК Виљареал)
- Мирко Вучинић (ФК Рома)
- Грегорж Расјак (Болтон вондерерс)
- Беким Кастрати (Фортуна Диселдорф)
- Антонио Ноћерино (ФК Палермо)
- Мохамед Сисоко (Јувентус)
- Јохан Фано (Онце Калдас)

### Тенисери
- Давид Ферер
- Робин Седерлинг
- Симоне Болели
- Никола Маи
- Микаел Берер
- Вејн Одесник
- Теимураз Габашвили
- Гиљермо Лопез
- Кшиштоф Флиген
- Жил Милер
- Ксавијер Малис
- Доминик Хрбати
- Џулијан Кноулс
- Весли Муди
- Гастон Гаудио
- Оливер Мараш
- Франческа Скјавоне
- Тамира Пашек
- Сања Мирза

## Клубови

### Африка
- ФК Кабили
- ФК Алжер
- ФК Касабланка

### Америка
- ЕЦ Баија
- Атлетико Минеиро
- ФК Форталеза
- ФК Куритиба
- ФК Гоијас
- ФК Ресифе
- ФК Сан Лоренцо
- ФК Белграно
- ФК Хувентуд
- ФК Квимлес
- ФК Депортес консепсион
- ФК Курико унидо
- ФК Универсидад
- Лота Швагер
- ФК Кобрелоа
- ФК Кобресал
- ФК Нубленсе
- О`Хигинс
- ФК Депортес ренџерс
- ФК Трасандио
- ФК Сан Фелипе
- ФК Валдивија
- ФК Реал Картагина
- ФК Ел Насионал
- ФК Емелец
- ФК Манта
- ФК Универсидад да Костарика
- ФК Мунисипал
- ФК Реал Еспања
- ФК Пумас
- ФК Сиенсијано
- ФК ЦСД Муниципал
- ФК Депортиво марквенсе
- ФК Депортиво Сучитепеквез
- ФК Универсидад де Сан Карлос

### Азија
- Даехон Цитизен
- ФК Даегон
- ФК Ал Аин
- ФК Ал Наср
- Персик Кедри
- Омија Ардија
- ФК Гомбак јунајтед
- ФК Мутуал

### Европа
- ФК Шкумбини
- ФК Закватала
- ФК Интер Баку
- ФК Банант
- ФК Адмира Мудлинг
- ФК Сент Труден
- ФК Сарајево
- ФК АПОЕЛ
- ФК Аполон
- ФК Еносис
- ФК Неа
- ФК Олимпијакос Никозија
- ФК Омонија
- ФК Барнсли (Од сезоне 2008/09)
- ФК Честерфилд
- ФК Крув
- ФК Харлеквин
- Квинс Парк Ренџерс (Од сезоне 2008/09)
- Шефилд Веднсдеј
- ФК Свиндон
- ФК Парну
- ФК Сошо
- ФК Генгамп
- ФК Рен
- ФК Анжер
- ФК Борусија Менхенгладбах
- ФК Триполи
- ФК Ерготели
- ФК Бнеи Сахин
- ФК Макаби Хаифа
- ФК Макаби Нетанја
- ФК Макаби Петах Тиква
- ФК Фиорентина
- ФК Кјево
- ФК Удинезе
- ФК Палермо
- ФК Ћезена
- ФК Тревизо
- ФК Падова
- С. С. Манфредонија
- ФК Актобе
- ФК Биркиркара
- ФК Хибернианс
- ФК Пиета
- ФК Арка
- ФК Погоњ Шчећин
- ФК Рапид Букурешт
- ФК Национал Букурешт
- ФК Политехника
- ФК Пјатра неамт
- ФК Клуж
- ФК Петролул
- ФК Спортул студентес
- ФК Арад
- ФК Ботосани
- ФК Валесеа
- ФК Ајр јунајтед
- ФК Бервик Ранџерс
- ФК Клајд
- ФК Фалкрик (до краја сезоне2007/08)
- ФК Килманрок
- Stenhousemuir FC
- ФК Лозан Спортс
- ФК Анкаругучу
- ФК Генчербирлиги
- ФК Конјаспор
- Хачетеперспор
- ФК Урла Генчикспор
- ФК Закарпатија
- Арсенал Кијев
- ФК Лвив
- ФК Урал
- ФК Луч енергија
- ФК Сокол-Саратов

### Океанија
- ФК Кемблтон Сити
- ФК Вест Грифит
- ФК Витакер јунајтед
- Тим Велингтон
- ФК Онехунга-Магере
- ФК Отаго јунајтед
- ФК Албани јунајтед
- Тим Таранаки
- Источни Субурб

## Национални тимови
- Фудбалска репрезентација Самое
- Фудбалска репрезентација Брунеја
- Фудбалска репрезентација Колумбије
- Фудбалска репрезентација Коста Рике
- Фудбалска репрезентација Омана
- Фудбалска репрезентација Панаме
- Фудбалска репрезентација Украјине (до 2008)
- Фудбалска репрезентација Вануату
- Фудбалска репрезентација Соломонска Острва
- Фудбалска репрезентација Фиџи
- Фудбалска репрезентација Тахитија
- Фудбалска репрезентација Тонге